# Fulvio Lucisano

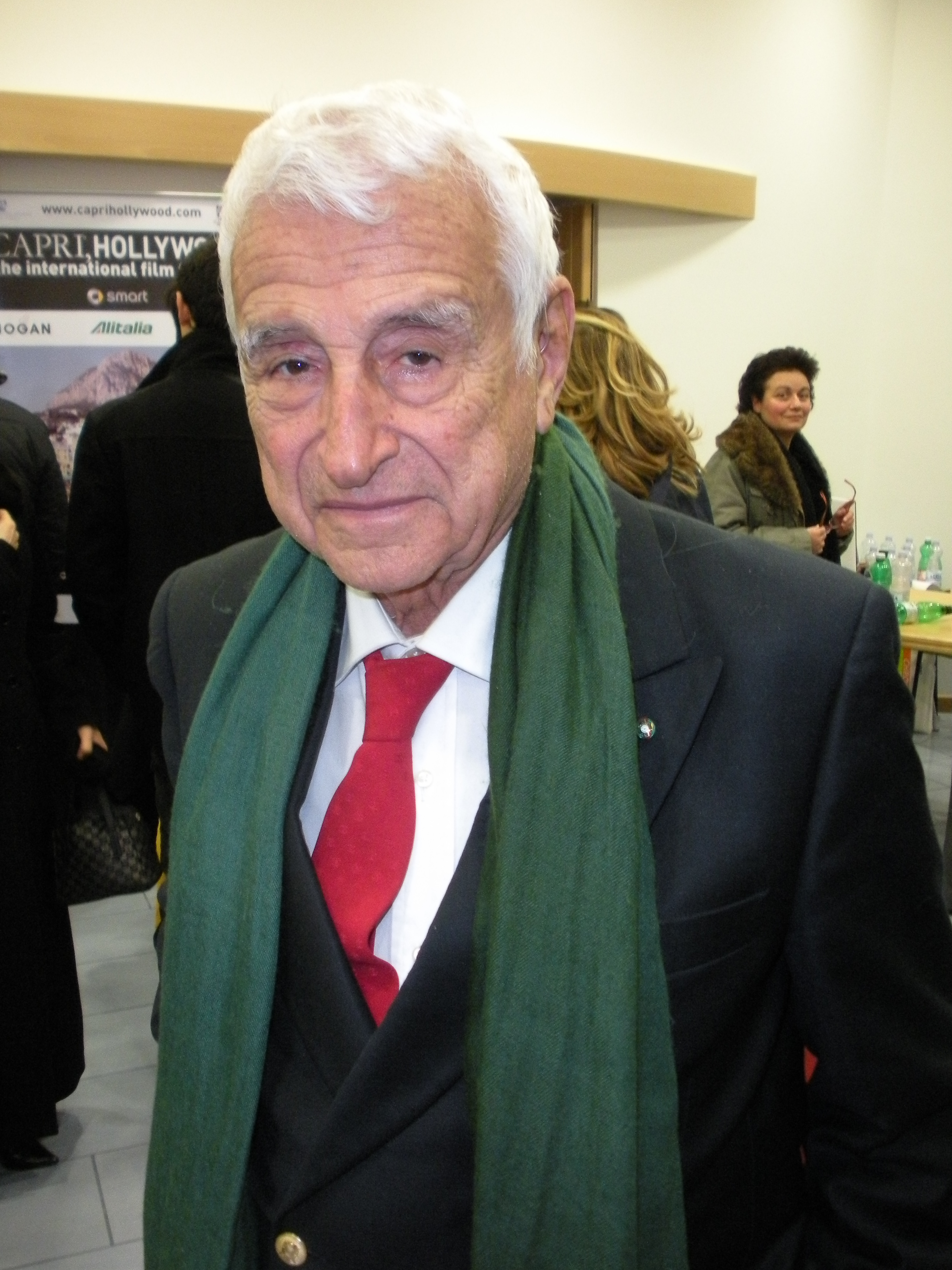
Fulvio Lucisano (2011)

Fulvio Lucisano (* 1. August 1928 in Rom) ist ein italienischer Filmproduzent.

## Leben
Lucisano studierte an der Universität La Sapienza der italienischen Hauptstadt und schloss in Rechtswissenschaften ab. Bereits 1949 hatte er erste Erfahrungen beim Film gesammelt, als an der Dokumentation Anno Santo zum Jubeljahr 1950 beteiligt war; ab diesem Jahr war er für das Istituto Luce an der Produktion von Wochenschauen, die für den Markt in Lateinamerika bestimmt waren, verantwortlich. Zeit seines Lebens unterstützte Lucisano den Dokumentarfilm und verantwortete für die „Documento Film“ etwa 300 Produktionen. 1963 wurde er mit Filmeditor Renato May als Regisseur von Processo a Stalin geführt, der von den tatsächlichen Autoren (Lino Del Fra und Cecilia Mangini) aus Protest gegen Eingriffe in die Filmstruktur nicht gezeichnet wurde.
Erstmals für die Kinoleinwand arbeitete er 1955, als I quattro del getto tornante erschien. Mit seiner „Italian International Film“ finanzierte Lucisano bis heute etwa 130 Filme, unter ihnen reine Kommerzproduktionen ebenso wie anspruchsvolle Arbeiten junger Regisseure. Im neuen Jahrtausend arbeitete er auch gelegentlich für das Fernsehen. Von 1998 bis 2001 war er Präsident der ANICA.
2007 wurde Lucisano mit dem Arbeitsverdienstorden Italiens ausgezeichnet. 2009 erhielt er einen Ehren-David di Donatello für fünfzig Jahre Produktionsarbeit.

## Filmografie (Auswahl)
- 1955: I quattro del getto tornante
- 1965: Planet der Vampire (Terrore nello spazio)
- 1966: Nebraska-Jim (Ringo del Nebraska)
- 1967: Dos cruces en Danger Pass
- 1969: Zorros Rache (El Zorro justiciero)
- 1973: Mamma mia è arrivato Così Sia
- 1976: Die blutigen Spiele der Reichen (Roma: l’altra faccia della violenza)
- 1986: Aladin (Superfantagenio)
- 1988: Il giovane Toscanini
- 1997: Wax Mask (M.D.C. – Maschera di cera)
- 2006: Das Ende der Götter (L’inchiesta)
- 2009: Ex
- 2010: Kusswechsel 2 – Gegensätze ziehen sich aus (Maschi contro femmine)
- 2011: Nessuno mi può giudicare